# Jean Mercier (Ingenieur)
Jean Mercier (* 1901; † 1971) war ein französischer Erfinder des Hydraulikspeichers.

## Leben
Mercier floh während der Nazi-Invasion aus Frankreich in die Vereinigten Staaten und ließ sich schließlich in New York City nieder. Nach dem Treffen mit Edward M. Greer im Jahr 1940 gründeten die beiden Greer Hydraulics (im Jahr 1942), um hydraulische Flugzeugkomponenten herzustellen.
1943 erkannte Jean Mercier eine Chance für seine Blasenakkumulatoren in den hydromatischen Propellern von Hamilton Standard. Sie brauchten ein Gerät, das in die Kuppel ihres Propellers passt und die Eigenschaft hat, Hydraulikflüssigkeit ausreichend zu speichern, um den Propeller bei einem Motorausfall zu „federn“. Es musste auch bei Temperaturen von −40 °F bis +180 °F funktionieren. Größtes Problem war dabei das Gewicht, da die Flugzeuge des Zweiten Weltkriegs ziemlich klein waren. Es wurde durch die Verwendung eines Gas-/Öl-Separators, der heute „Blase“ genannt wird, gelöst. 
Greer und Mercier gründeten eine Patentgesellschaft (Greer-Olaer). Greer Hydraulics wurde der einzige Lizenznehmer mit dem Recht, die Entwicklung fortzusetzen und andere Unternehmen außerhalb der USA zu lizenzieren. Ab den frühen 1950er Jahren wurden Blasenakkumulatoren zu der Einheit, die auf zahlreichen Gebieten in der Hydraulik eingesetzt wurde (u. a. Werkzeugmaschinen, Kunststoffmaschinen, Leistungsschalter, Steinbrecher, Ölbohrungen, Land- und Straßenmaschinen).
Greer Hydraulics wurde später von Parker-Hannifin aus Cleveland, Ohio übernommen.

## Auszeichnungen
Mercier wurde 1951 mit dem Certificate of Merit des Franklin Institute ausgezeichnet. Er wurde auch von der Französischen Republik zum Chevalier de la Legion d’honneur ernannt.